# حفرة الكوليرا

كانت حفرة الكوليرا مكانًا للدفن يستخدم في وقت الطوارئ عندما كان المرض منتشراً. وكانت هذه المقابر الجماعية في كثير من الأحيان بدون علامات، وتم وضعها في أماكن نائية أو مختارة خصيصاً. كما ساهمت المخاوف العامة من العدوى، ونقص المساحة داخل باحات الكنائس الموجودة والقيود المفروضة على حركة الأشخاص من مكان إلى آخر في إنشائها واستخدامها. كان العديد من الضحايا فقراء ويفتقرون إلى الأموال اللازمة لبناء الحجارة التذكارية، ولكن تمت إضافة النصب التذكارية أحياناً في وقت لاحق.

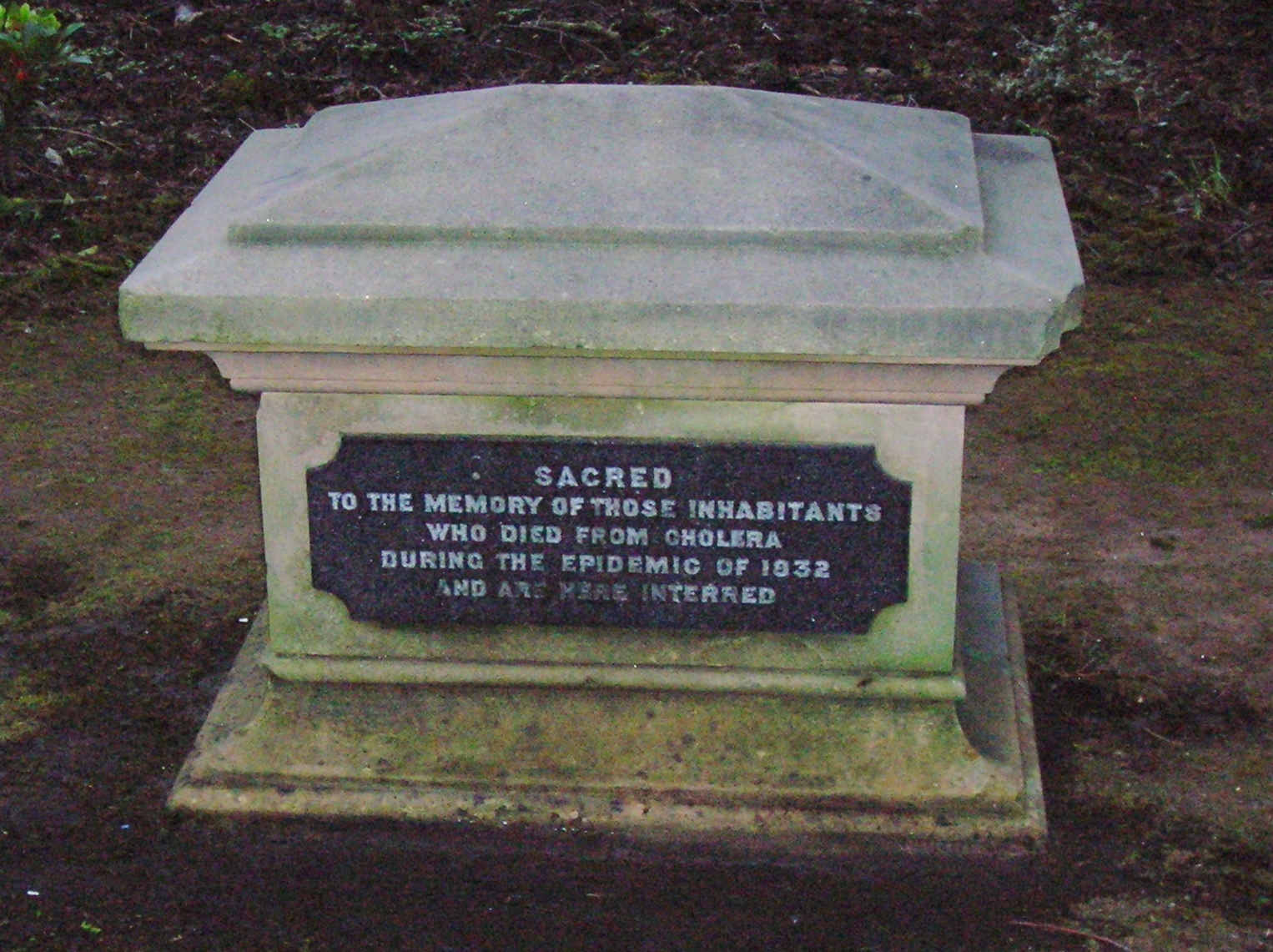
نصب تذكاري لضحايا وباء الكوليرا عام 1832 في حفرة الكوليرا في هوارد بارك، كيلمارنوك.

## مراسم الدفن
في كثير من الأحيان، كانت جثث ضحايا الكوليرا تُلف بالقطن أو الكتان وتُغمس في قطران الفحم أو القار قبل وضعها في التابوت. وكان كل دفن في حفرة عمقها 8 قدم (2.4 م) عميق ومرشوش بالجير الحي. وكانت الجثث تُحرق أحياناً قبل الدفن.

### مخاطر طويلة المدى
يُعتقد أن خطر الإصابة بالكوليرا الناتج عن اضطراب حفر الكوليرا منذ القرن التاسع عشر غير موجود لأن انتقال المرض يتم عن طريق المياه أو الطعام الملوث.

## تفشي الكوليرا
تم تسجيل حالات الإصابة بالكوليرا الآسيوية في أوائل القرن التاسع عشر في أوروبا في روسيا ودول قارية أخرى في ربيع عام 1831. كان أول ظهور لها في إنجلترا في خريف عام 1831 عندما وصلت إلى سندرلاند ، وبحلول عام 1832 كانت في إكستر، وانتشرت بسرعة عبر الجزر البريطانية، ووصلت إلى كيلمارنوك في يوليو 1832. وتم تسجيل حالات تفشي أخرى أقل خطورة في عامي 1849 و1853 وفي الولايات المتحدة الأمريكية، حدثت حالات تفشي الكوليرا في الأعوام 1834، و1849، و1861.

## التقاليد والأساطير والتاريخ المرتبط بحفر الكوليرا
في بارميل في شمال أيرشاير، التقليد هو أن المرض انتقل من مجموعة من الغجر المعسكرين في وين هيل والذين خرج الأولاد المحليون للقاءهم. تم نشر القوات بانتظام لمنع الدخول أو الخروج أثناء تفشي الكوليرا، وكان الدفن الطبيعي في بيث مستحيلاً وغير عملي، نظراً لعدد الوفيات. كان موقع الدفن مُسيَّجًا ومُحاطًا بالأشجار، وتم الحفاظ عليه من قبل عائلة كروفورد براذرز من المصنع حتى وفاتهم. وقد تم إهمالها منذ ذلك الحين.

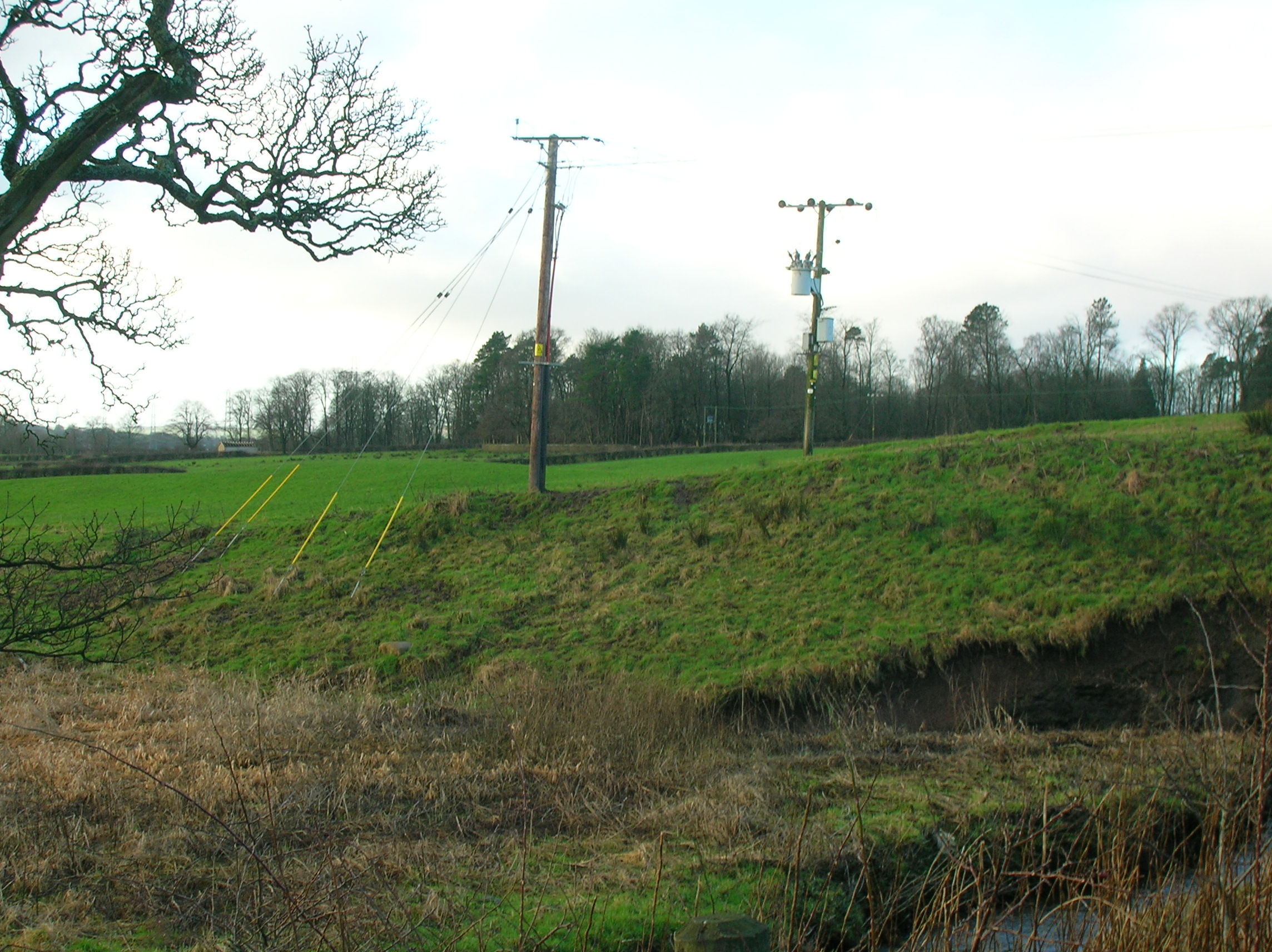
موقع حفرة الكوليرا بالقرب من أراضي مدرسة سبير القديمة.

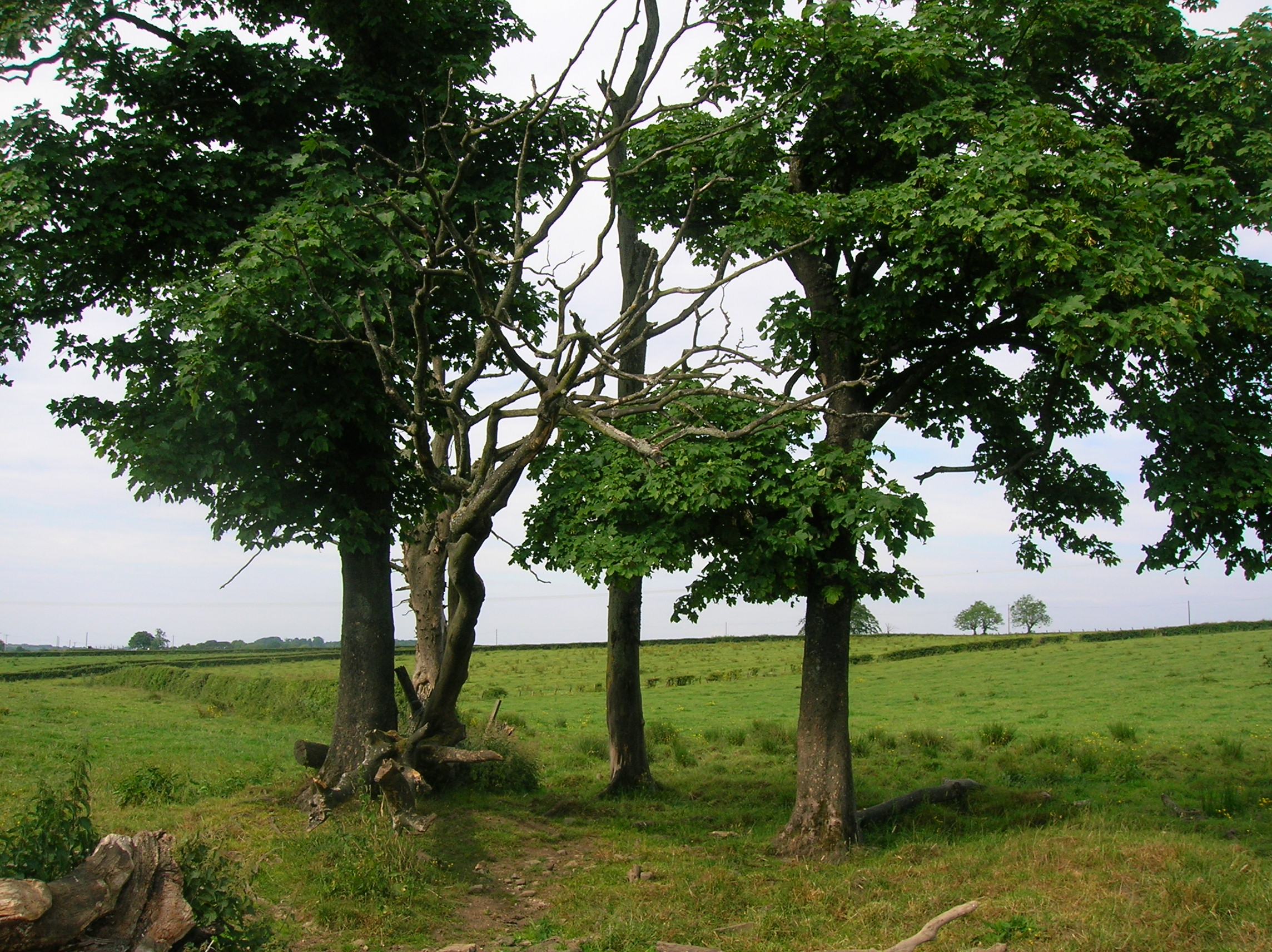
تفاصيل موقع حفرة الكوليرا القديمة أسفل مزرعة جنوب البر، المعروفة محليًا باسم "مزرعة الرجل الميت"

في عام 1834، اندلعت الكوليرا في بيث، وعلى الرغم من "حرق الملابس، وتبخير الفراش، وتبييض السلالم والأبواب، فقد تم إشراك ممرضة كانت من قدامى المحاربين في تفشي مرض دالري، وتم فرض حظر على وسائل الترفيه في الجنازات". كانت هناك 100 حالة في سبتمبر 1834، وتأثر 205 أشخاص في النهاية و105 حالة وفاة. تم دفن بعض الأشخاص في باحة كنيسة الرعية، لكن تم دفن آخرين في حقل، بالقرب مما أصبح مدرسة سبير، في الجنوب الغربي الصغير المشترك حيث يلتقي طريق جيلسلاند مع بوجري بيرن. كان روبرت سبير، والد جون سبير، عضوًا في مجلس الصحة المحلي.
يُقال إن الدفن في كليفز كوف هو دفن أحد أفراد الأسرة الذي عاش في مزرعة كليفز. يقول التقليد أنه "تم النطق بالتنبؤ منذ عصور طويلة، بأن كليفز، في ثلاث مناسبات متتالية، سيكون أول مكان في الرعية يزوره الوباء. وقد سُميت الكوليرا عام 1832 بتحقيق الزيارة الثانية: وبناءً على ذلك، يتحدث العديد من السكان الأكبر سناً عن أن أحدهم لا يزال في الاحتياط.
عند محاولة إنشاء حفرة دفن في Little Bury Meadow بالقرب من إكستر، هاجم السكان المحليون حفار القبر عندما وصل لكسر الأرض.
في كيلمارنوك، تم شراء قطعة أرض في هواردز بارك "جزئيًا لأن أرض الدفن المشتركة في المدينة كانت تعتبر صغيرة جدًا بحيث لا تلبي ضرورات الحالة، وجزئيًا لمنع العدوى المحتملة، حيث قد تظل المقابر في المنطقة الجديدة في حالة غير مضطربة لفترة أطول."
تضمن إنشاء خط السكة الحديد المقترح إلى مطار جلاسكو إزعاج حفرة الكوليرا في بيزلي؛ ومع ذلك، تم إلغاء المشروع.

## مواقع حفر الكوليرا

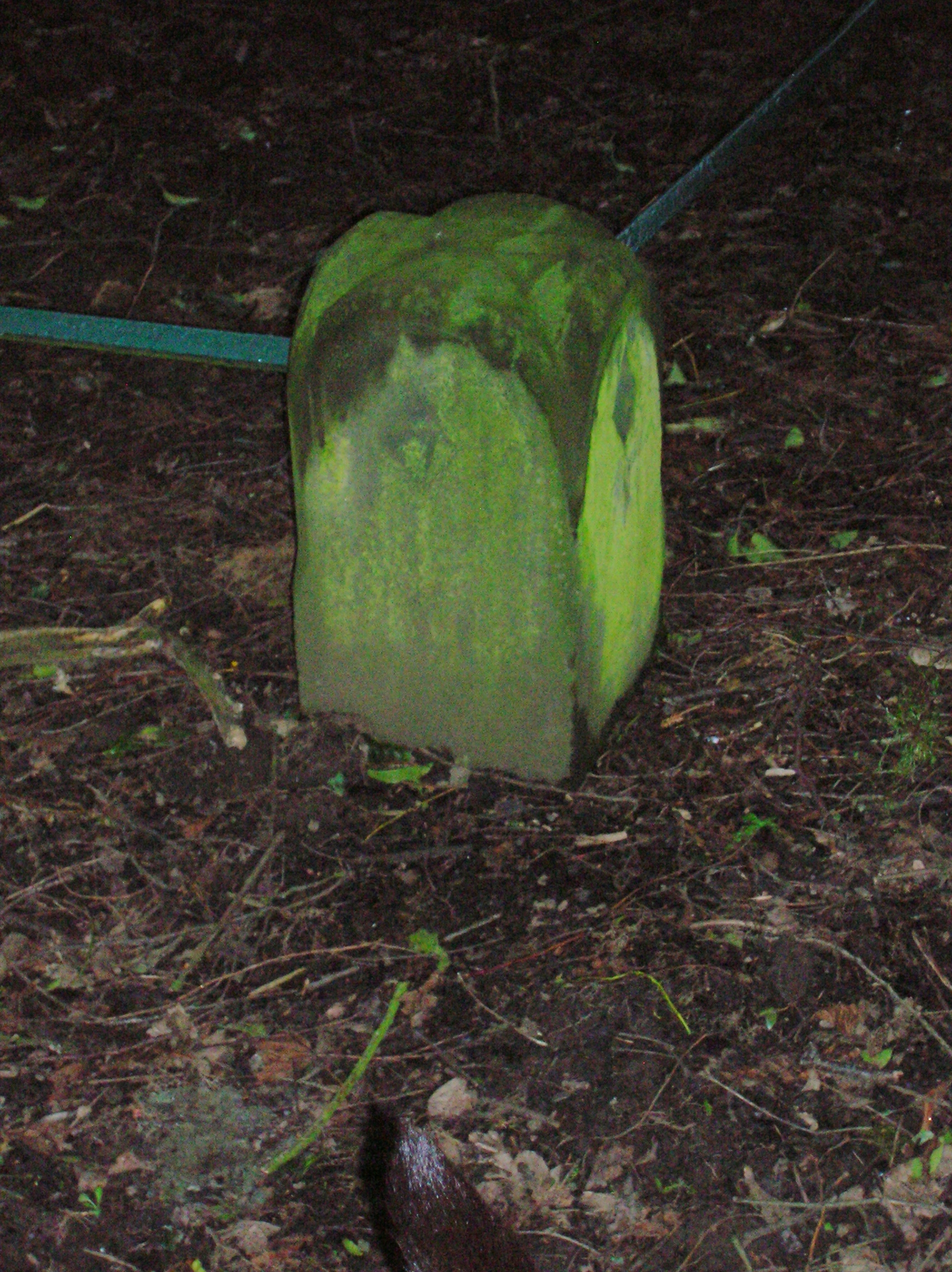
علامة حدود حفرة الكوليرا داخل هوارد بارك، كيلمارنوك.

### إنكلترا

#### ديفون
- إكستر - تم حفر حفرة دفن في عام 1832 في ليتل بوري ميدو.[3]

#### جلوسيسترشاير
- توكسبوري - بين عامي 1832 و1849، تم إعادة الضحايا.[11]

##### مانشستر
- باحة كنيسة القديس ميخائيل - في إحدى الزوايا توجد حفر الكوليرا حيث يقال إن أكثر من 40.000 شخص قد تم دفنهم، يمثلون بشكل رئيسي الموتى العاديين والمعوزين ونزلاء الإصلاحية. وعادة ما يتم دفن الجثث في الجير الحي لتسريع عملية تحللها.[12]

#### نوتنغهامشاير
- نوتنجهام - توجد حفرة للكوليرا في حديقة بيلار جيت ريست جاردن، عند زاوية بوابة بيلار وبوابة باركر، ويتم إحياء ذكرى هذه اللوحة بلوحة على الحائط. تقول اللوحة: "تقع حديقة الاستراحة هذه في موقع مقبرة قديمة مرتبطة بكنيسة سانت ماري، وقد منحتها إيفلين، دوق كينغستون، للأبرشية بمبلغ 10 شلن في 17 مارس 1742. في ثلاثينيات القرن التاسع عشر تم استخدامه لإيواء ضحايا وباء الكوليرا الذي ضرب نوتنغهام، وتم إغلاقه أخيرًا في عام 1887.

#### أوكسفوردشاير
- Wantage - تم دفن 19 من ضحايا تفشي الكوليرا عام 1832 خلف كنيسة Wantage .[13]

#### شيفيلد
- حديقة نورفولك - "تم إنشاء نصب تذكاري أنيق ومناسب في طريق نورفولك، مقابل مستشفيات شروزبري، تخليدًا لذكرى أولئك الذين ماتوا في شيفيلد من ويلات الكوليرا عام 1832، والذين دُفنوا في هذا المكان. وانتشر المرض منذ بداية يوليو وحتى نهاية أكتوبر. وبلغ عدد المهاجمين 1347، منهم 402 قتيلاً. في عام 1834، بدأ بناء نصب تذكاري للموتى، بتمويل جزئي من مبيعات نماذج التمثال، وأيضًا بدعم من دوق نورفولك؛ تم الانتهاء من النصب التذكاري في عام 1835.[14]

#### رسيستيرشاير
توجد حفرة للكوليرا في أبتون أبون سيفيرن، انظر

#### يوركشاير (شمال)
- يورك - توجد مقبرة جماعية بالقرب من محطة السكة الحديد الرئيسية.

### اسكتلندا

#### المرتفعات
- تلة جالو (NH 8025 9017) - إلى الشمال قليلاً من المرتفعات المشجرة الصغيرة لتلة جالو في أبرشية دورنوك، كان يوجد سياج صغير تم استخدامه كمدفن في عام 1832 لدفن الأشخاص الذين يموتون بسبب الكوليرا. كل ما بقي في المقبرة هو شاهد قبر واحد يعود تاريخه إلى عام 1833.[16]

#### أيرشاير (الشرق)

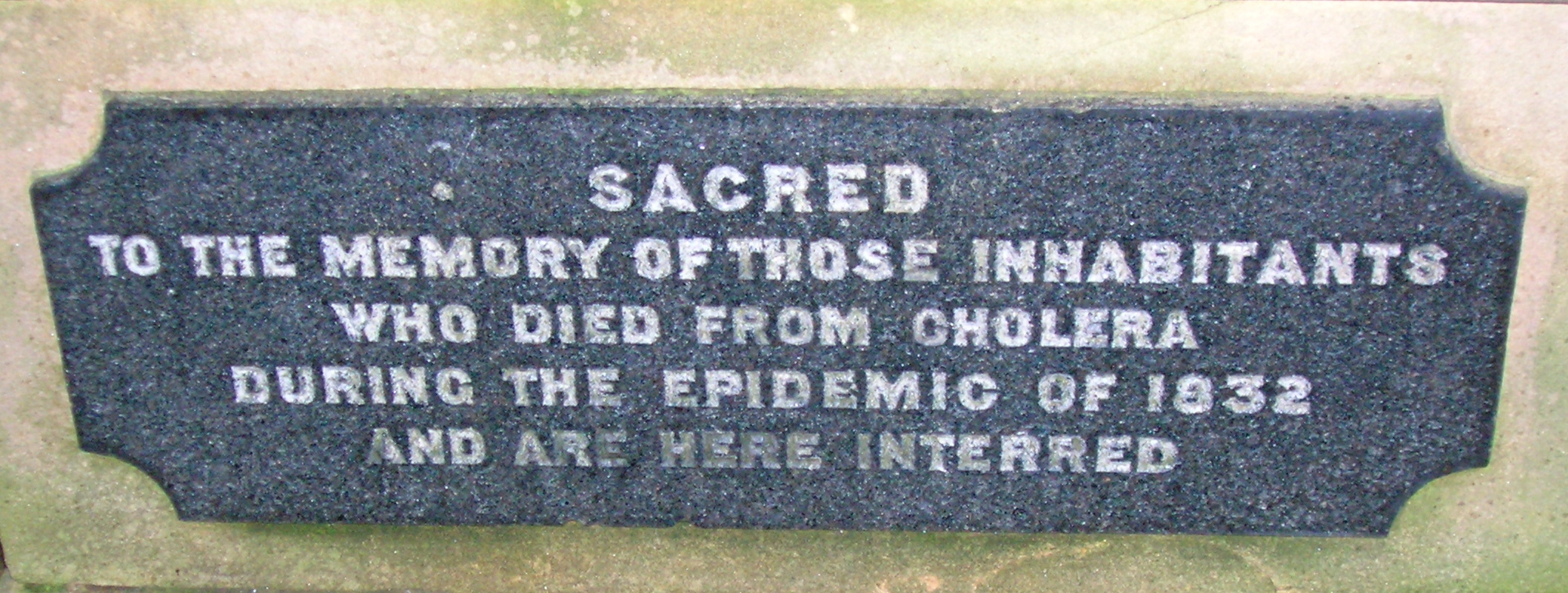
اللوحة الموجودة في النصب التذكاري لحفرة الكوليرا في هوارد بارك، كيلمارنوك، الشرق ايرشاير.

- كيلمارنوك (NS 4251 3702) - تم دفن عدد من الضحايا داخل حديقة هوارد. يوجد حجر تذكاري في هذا الموقع.[1][17][18] توفي 250 شخصًا بسبب الكوليرا في عام 1832[1] و130 شخصًا في عام 1849.

- كيلمورس (NS 41430 40763) - تحتوي كنيسة سانت مورس جلينكيرن على حفرة كوليرا يعود تاريخها إلى عام 1832، وتقع في الركن الجنوبي الغربي من باحة الكنيسة.[19]

#### أيرشاير (شمال)
- ملكية أشجروف - تقع حفرة الكوليرا في نهاية مزرعة طويلة المدى في منطقة تُعرف محليًا باسم Ladyacre.
- بارميل - حوالي 40 ضحية، محصورين داخل موقع مثلث بالقرب من مزرعة ساوث بار على سفوح جيمسهيل. مسيجة ومزروعة بالأشجار. تُعرف باسم "مزرعة رجل ديد". توجد الآن ركام من الحجارة ولوحة تذكارية، لكن لا يُعرف بوجود سجل لأسماء الضحايا.[2] تمت استعادة الموقع من قبل مجموعة الحفاظ على البارميل في عام 2014 وباركته كنيسة القس ماكدونالد من بيث باريش.
- بيث - حوالي 120 ضحية في حفرة جماعية غير مميزة في حقل قريب من أرض مدرسة سبير.
- عقارات بلير - توجد حفرة داخل أراضي العقار.
- كليفز كوف - مقبرة واحدة غير مميزة، محاطة بجدار قريب من مياه الغسق.[10]
- إيرفين - تم وضع علامة على حفرة الكوليرا من خلال تل في مقبرة كنيسة أبرشية إيرفين القديمة حتى تم تسوية الأرض.
- منزل قلعة الراهب - تم دفن العديد من الضحايا داخل أراضي هذا العقار الصغير في حفرة غير مميزة.
- دالري - حفرة تقع في حقل بالقرب من جسر كاف على جانب بلدة كاف ووتر.
- ستيفنستون - في عام 1871، أقام العمال في شركة اردير لاعمال الحديد القريبة نصبًا تذكاريًا في مقبرة نيو ستريت تخليدًا لذكرى أوبئة الكوليرا. نص النقش، الذي تم قطعه الآن، على ما يلي: "في هذه المؤامرة، يخصص ستمائة وستة من سكان ستيفنستون الذين ماتوا بين الخامس من أغسطس 1845 وأبريل 1871 تخليدًا لذكراهم، يكرّس عمال شركة اردير لاعمال الحديد هذا النصب التذكاري".

#### دومفريز وجالواي
- دومفريز - أودت الكوليرا الآسيوية بحياة 420 شخصًا في دومفريز عام 1833 ودُفن الضحايا تحت تلة في باحة كنيسة القديس ميخائيل.حفرة الكوليرا في باحة كنيسة القديس مايكل، دومفريز.

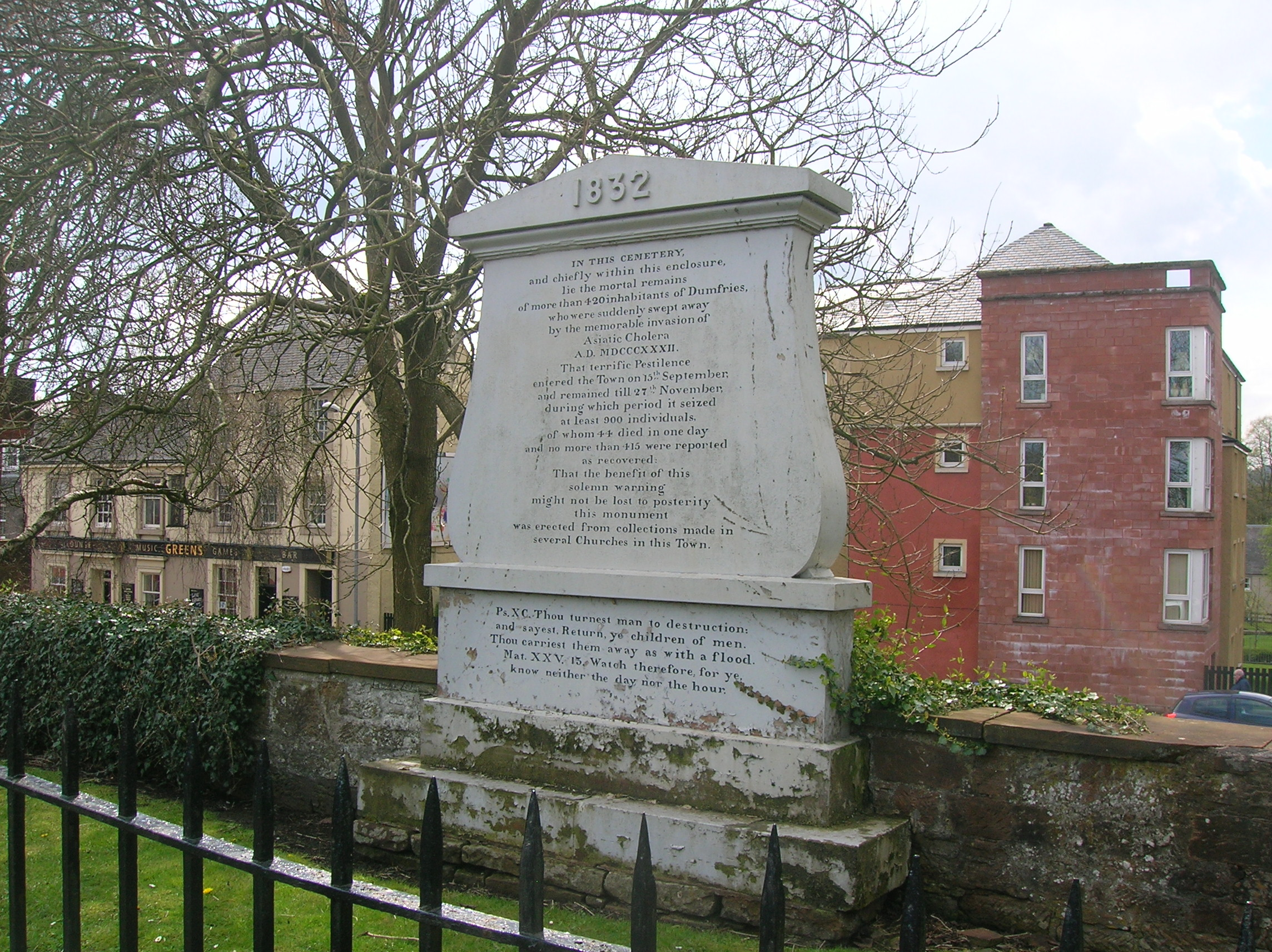
حفرة الكوليرا في باحة كنيسة القديس مايكل، دومفريز.

#### رينفروشاير
بيزلي - في عام 1832، تم تحديد موقع دفن في الركن الشمالي الشرقي لما أصبح سانت جيمس بارك، لدفن حوالي 446 من ضحايا جائحة الكوليرا الذي وصل إلى بيزلي في ذلك العام. تم تسجيل وفاة 446 شخصًا ودُفن معظمهم هنا.

### ويلز

#### كارديف
- Royal Arcade - تم تسجيل وجود حفرة للكوليرا أسفل أحد المتاجر في هذا الممر.[20]

### إيرلندا الشمالية

#### بلفاست
فرياربوش - أودت الكوليرا عام 1832 بعدد كبير من الضحايا لدرجة أنه تم نقل الجثث إلى فريار بوش حيث تم حرقها لأول مرة ثم تم دفن البقايا بشكل جماعي داخل تل مملوء بالجير، يُعرف باسم "حفرة الكوليرا" أو "تل بلاجوي". في عام 1847 أعيد فتح هذه الحفرة لتلبية احتياجات ضحايا وباء التيفوئيد. ويقدر أن عدد الجثث الملقاة بين فترات الوباء يتراوح بين 2000/3000. يوجد حجر تذكاري.

### أيرلندا

#### دبلن
- جلاسنفين - توجد حفرة للكوليرا ونصب تذكاري في باحة الكنيسة.
- Bully's Acre، Kilmainham - إحدى بؤر الكوليرا الرئيسية في مدينة دبلن.
- برودستون - تم العثور عليه أثناء أعمال البناء لمنطقة لواس في الجانب الشمالي من مدينة دبلن. (جارتلاند المرجع نفسه)

#### شركة واترفورد
- دونجارفان - تقع حفرة الكوليرا والنصب التذكاري الخرساني على جانب طريق دونجارفان الدائري، بجوار دوار شاندون.

### الولايات المتحدة

#### إنديانا
- أربا، مقاطعة راندولف - تحتوي كنيسة كويكر في أربا على صف طويل من شواهد القبور التي لا تشير إلى قبور فردية، ولكنها بدلاً من ذلك كلها معًا. ويقال إنها تخص الضحايا المدفونين في حفرة الكوليرا وأن شواهد القبور جميعها وُضعت هناك، بدلاً من وضعها على قبر فردي، حيث تم وضع جميع الضحايا في الحفرة. وقد حدثت حالات تفشي الكوليرا في الأعوام 1834 و1849 و1861.[21]

### كندا

#### تورنتو
- كان متنزه سانت جيمس مقبرة في وقت ما في أوائل مدينة يورك، ولكن على الرغم من نقل تلك الجثث في عام 1850، إلا أن المتنزه لا يزال موطنًا لحفر الكوليرا العظيمة في تورونتو في القرن التاسع عشر. تشير التقديرات إلى أن أكثر من 5000 جثة لا تزال مدفونة تحت المنحدرات العشبية في طرفها الشمالي.[22]

## أنظر أيضا
- مدرسة سباير
- بارميل
- كليفز كوف

## روابط خارجية
- لقطات فيديو لحفر الكوليرا في ستيفنستون ودالري وما إلى ذلك.
- فيديو يوتيوب عن حفر الكوليرا في أيرشاير